# Dmytriwka (rejon basztański)
Dmytriwka (ukr. Дмитрівка) – wieś na Ukrainie, w obwodzie mikołajowskim, w rejonie basztańskim, w hromadzie Kazanka. W 2001 liczyła 358 mieszkańców.